# Piscicola geometra
Piscicola geometra is een ringworm uit de familie van de Piscicolidae. De wetenschappelijke naam van de soort werd in 1758 voor het eerst geldig gepubliceerd door Carl Linnaeus.